# Guardia Sanframondi
Guardia Sanframondi község (comune) Olaszország Campania régiójában, Benevento megyében. 

## Fekvése
A megye központi részén fekszik. Határai: Castelvenere, Cerreto Sannita, San Lorenzello, San Lorenzo Maggiore, San Lupo, Solopaca és Vitulano.

## Története
Egyes történészek szerint valószínűleg a longobárd időkben alapították, míg más vélemények szerint csak a 11-12. században alakult ki. A következő századokban nemesi birtok volt. A 19. században nyerte el önállóságát, amikor a Nápolyi Királyságban felszámolták a feudalizmust.

## Népessége
A népesség számának alakulása:

## Főbb látnivalói
Legfőbb látnivalója a középkori óváros illetve erődítmény. Mivel az óváros csak gyalogosan járható be, a házak nagy része elnéptelenedett, mivel a lakosok inkább a könnyen megközelíthető külvárosokat kedvelik. Hozzátartozik Európa egyik legnagyobb szőlőültetvénye. További látnivalók:
- Santa Maria Assunta e San Filippo Neri-templom
- San Sebastiano-templom